# Kalooki Nights
Kalooki Nights è un romanzo di Howard Jacobson del 2006.

## Trama
Il romanzo narra di Max Glickman, ebreo di famiglia non praticante, cresciuto a Manchester negli anni cinquanta. Suo padre è un ex-pugile e sua madre passa il tempo a giocare a ramino (o meglio, alla sua versione ebraica, il kalooki, da cui il titolo). Max è un fumettista che crea drammatiche storie sulla sofferenza degli ebrei, sebbene si sia da tempo estraniato dalla sua religione e sposato con (diverse) cristiane. La vita di Max è comunque stracolma di stereotipi ebraici e tradizioni ortodosse. Il suo amico d'infanzia, Manny, proviene infatti da una infelice famiglia ebraico-ortodossa e in passato fu condannato e imprigionato per aver ucciso i propri genitori. Poiché Manny deve essere presto liberato dal carcere, avendo scontato la relativa pena, un canale televisivo convince Max a ristabilire i vecchi rapporti di amicizia e produrre un documentario su di lui. Mentre Max assiste Manny a riesaminare il suo passato e le motivazioni delle sue azioni omicide, l'Olocausto viene a dominare la base della ricerca e Max gradualmente rientra in quella fede contro la quale si era tanto ribellato.
Questo romanzo di Howard Jacobson, come molti suoi altri, usa la commedia per esplorare la tragedia, e questo stile pungente ha attratto numerose recensioni positive dalla stampa anglosassone. Il quotidiano The Observer dichiarò al momento della pubblicazione in Gran Bretagna (2006): “Questo sarà certamente il libro più divertente dell’anno”.

## Edizioni
- Howard Jacobson, Kalooki Nights, traduzione di Milena Zemira Ciccimarra, collana Biblioteca di cargo, Cargo, 2008,  p. 576, ISBN 978-88-6005-017-5.